# Ямагути (город)

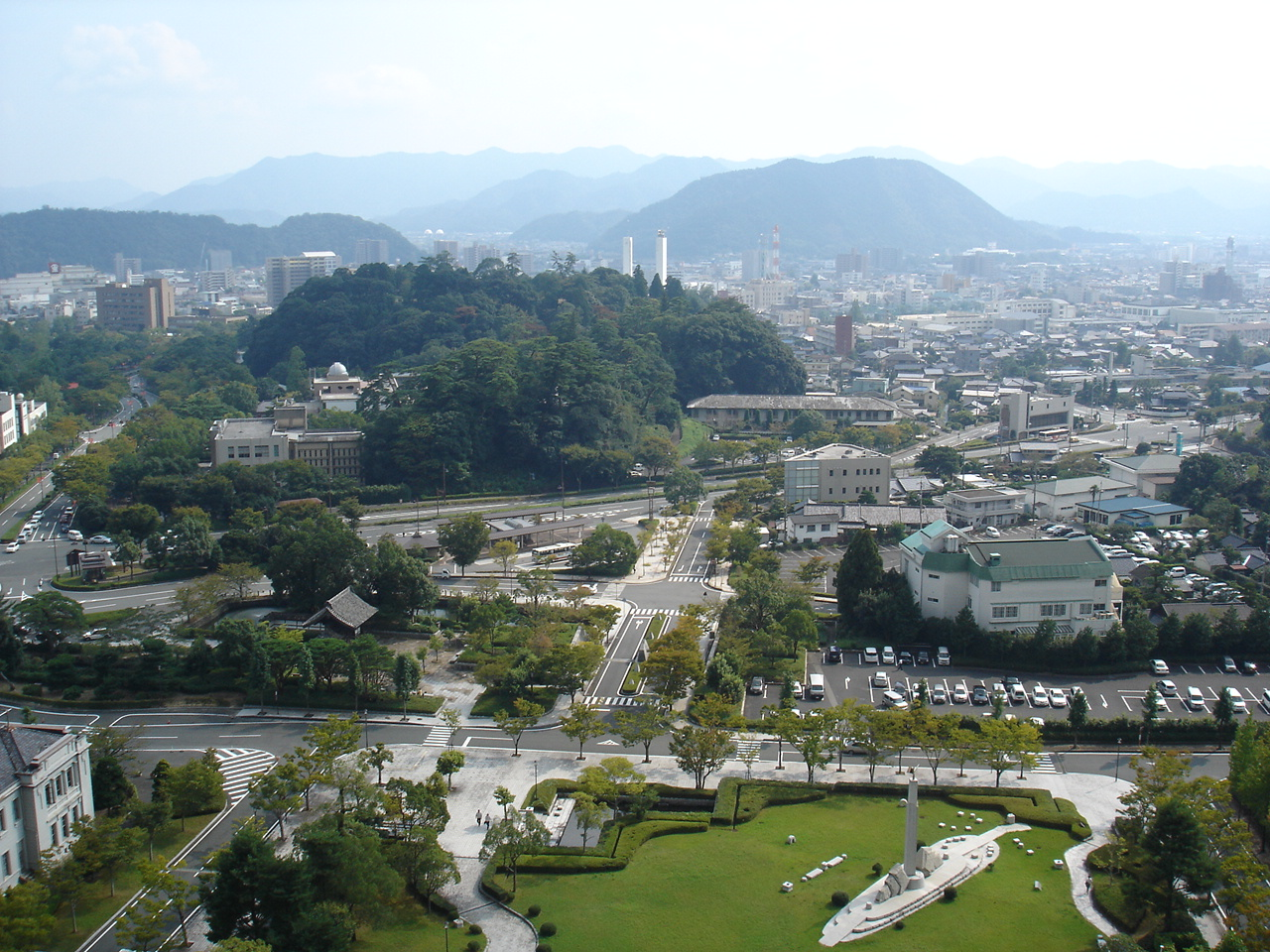
Город Ямагути

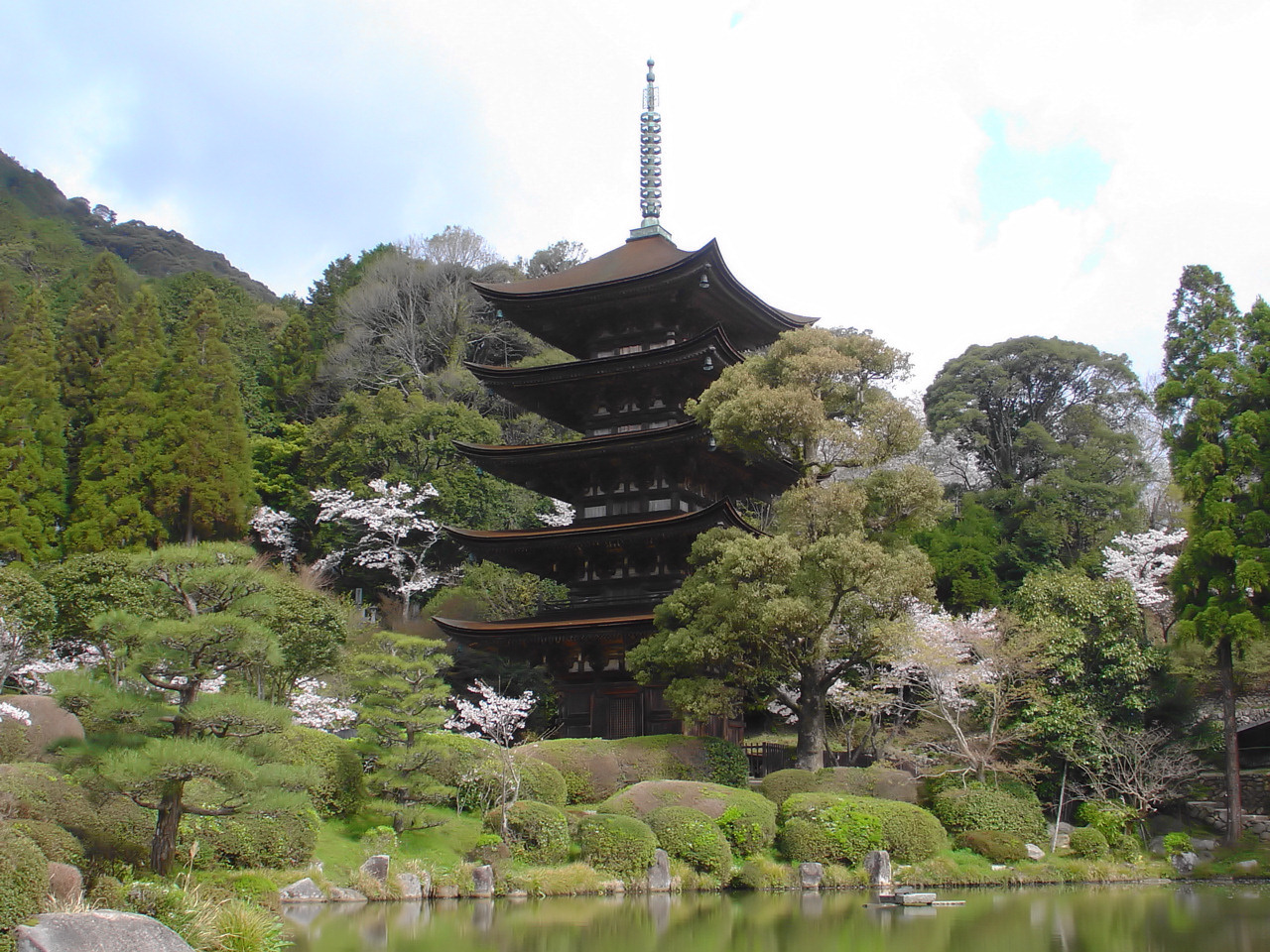
Храм Рурикодзи и пагода

Ямагу́ти (яп. 山口市) — город в Японии в префектуре Ямагути на острове Хонсю, самый маленький административный центр Японии.
Площадь города составляет 1023,31 км², население — 194 947 человек (1 августа 2014), плотность населения — 190,51 чел./км².

## Географическое положение
Ямагути расположен на юго-западной оконечности острова Хонсю.

## История
Ямагути был построен в XV веке семейством Оути по образцу бывшей столицы Японии Киото (поэтому его также называют Западным Киото) и являлся культурным центром Западного Хонсю.
При семействе Мори Ямагути стал резиденцией военачальников, контролировавших Западный Хонсю.
10 апреля 1929 года Ямагути получил права города.

## Достопримечательности
- знаменитый буддистский храм Рурикодзи с пятиэтажной пагодой и надгробиями семейства Мори
- Мемориальная капелла, построенная в 1952 году в память о Франциске Ксаверии, распространявшего христианство в Японии и жившего здесь в 1550 году
- художественная галерея и центр культуры и искусств
- сад Сэссю храма Дзёэйдзи
- живописная и чистая река Итиносака-гава, протекающая по городу.

## Образование
- университет Ямагути

## Экономика и промышленность
Для экономики города важную роль играет электротехническая промышленность.

## Породнённые города
Ямагути породнён с тремя городами:
- Памплона, Испания;
- Цзинань, Китай;
- Конджу, Южная Корея.

## Соседние города и общины
- Убэ
- Хаги
- Хофу
- Сюнан

## Культура
- 6 и 7 августа — буддистский фестиваль фонариков

## Известные персоналии
- Киси Нобусукэ — бывший премьер-министр Японии;
- Накаяма, Масатоси — японский мастер карате-до;
- Симадзаки Тосон (1872—1943)  — японский поэт и писатель.
- Ямада, Акиёси (1845—1892) — граф, японский государственный деятель.